# 그랜트 위더스
그랜트 위더스(Grant Withers, 1905년 1월 17일 ~ 1959년 3월 27일)는 미국의 배우이다.

## 영화
- 나는 갱 (1958년)
- 서부의 파라딘 (1957년)
- 디즈니랜드 (1954년) - 셔리프 와턴 역
- 태양은 밝게 빛난다 (1953년)
- 리오 그란데 (1950년)
- 성난 파도 (1948년)
- 황야의 결투 (1946년)
- 다고타 (1945년)
- 레이디 테이크 어 찬스 (1943년)
- 쉽 아호이 (1942년)
- 파나마 해티 (1942년)
- 여성의 해 (1942년)
- 고잉 투 타운 (1935년)
- 투 영 투 메리 (1931년)
- 쇼 오브 쇼 (1929년)
- 업스트림 (1927년)